# 사가라번
사가라 번(일본어: 相良藩 사가라한[*])은 일본 에도 시대 도토미국 하이바라군 사가라(현 시즈오카현 마키노하라시 사가라) 주변에 존재했던 번이다. 번청은 사가라 진야(다누마 시대 때는 사가라 성)이다.

## 번의 역사
호에이 7년(1710년), 혼다 다다하루가 미카와국 이보 번으로부터 1만 5천 석으로 들어와서 사가라 번을 세웠다. 엔쿄 3년(1746년), 3대 번주 혼다 다다유키의 대에 무쓰국 이즈미번으로 이봉되었다. 대신 이타쿠라 가쓰키요가 1만 5천 석으로 교체되어 들어왔다. 간엔 원년(1748년) 11월 5천 석이 추가되었고, 이에 따라 영지 규모가 2만 석으로 증가하였다. 이와 동시에 가쓰키요는 성주격(城主格)으로 승진하였다. 그러나 이듬해인 간엔 2년(1749년) 고즈케국 안나카 번으로 이봉되었다. 대신 미카와국 고로모번으로부터 혼다 다다나카가 1만 석으로 들어왔다. 그런데, 호레키 8년(1758년) 미노국 구조 번주 가나모리 요리카네가 영내의 가혹한 통치와 그로 인해 발생한 소동을 이유로 영지가 몰수되면서, 그와 인척 관계였던 다다나카도 이에 연좌되어 영지가 몰수되어 버렸다.
대신 9대 쇼군 도쿠가와 이에시게의 밑에서 두각을 나타내기 시작한 다누마 오키쓰구가 1만 석으로 들어왔다. 그는 10대 쇼군 도쿠가와 이에하루의 밑에서도 호레키 12년(1762년) 2월 15일에는 5천 석이 추가되었고, 메이와 4년(1767년) 7월 1일에는 소바요닌으로 영전하면서 5천 석이 추가되어 2만 석의 다이묘가 되었다. 이와 동시에 성주격에 임명되어 사가라 성의 축성을 허락받았다. 사가라 성은 안에이 7년(1778년)에 준공되었다.
게다가 오키쓰구는 안에이 원년(1772년) 1월에는 로주에까지 출세하면서 「다누마 시대(田沼時代)」라 불릴 만큼 권세와 더할 나위 없는 영화를 누려, 그 소령은 최종적으로 5만 7천 석까지 증가하였다. 식산흥업 정책을 실시하여 조카마치의 개조, 다누마 가도(田沼街道)의 신설을 행하는 등 번정 면에서도 수완을 보였다. 그러나 덴메이 6년(1786년), 쇼군 이에하루의 사망과 그 뒤에 있었던 마쓰다이라 사다노부의 숙청으로 오키쓰구는 실각하였고, 급기야 강제 은거를 당하였다. 이때 사다노부는 이즈미국 기시와다번주 오카베 나가토모로 하여금 사가라 성을 철거하게 하였다. 이에 따라 사가라 번은 폐지되었다. 다만, 오키쓰구의 손자 다누마 오키아키가 무쓰 시모무라 번 1만 석이 주어져 다누마 가문의 존속을 허락받았다.
분세이 6년(1823년) 7월 8일, 11대 쇼군 도쿠가와 이에나리의 진력도 있어서 오키쓰구의 차남 다누마 오키마사가 구 영지였던 사가라에 1만 석으로의 복귀를 허락받았다. 메이지 원년(1868년), 3대 번주 다누마 오키타카가 가즈사국 고쿠보 번으로 옮겨가게 되었고, 이에 따라 사가라 번은 폐지되었다.

## 역대 번주
혼다 헤이하치로 가문 (1)
1. 혼다 다다하루(本多忠晴) 재위 1710년 ~ 1715년
2. 혼다 다다미치(本多忠通) 재위 1715년 ~ 1721년
3. 혼다 다다유키(本多忠如) 재위 1721년 ~ 1746년

이타쿠라 가문
1. 이타쿠라 가쓰키요(板倉勝清) 재위 1746년 ~ 1749년

혼다 헤이하치로 가문 (2)
1. 혼다 다다나카(本多忠央) 재위 1749년 ~ 1758년

다누마 가문
1. 다누마 오키쓰구(田沼意次) 재위 1767년 ~ 1786년
2. 다누마 오키아키(田沼意明) 재위 1787년

막부 직할령 1787년 ~ 1823년
다누마 가문(재봉)
1. 다누마 오키마사(田沼意正) 재위 1823년 ~ 1836년
2. 다누마 오키토메(田沼意留) 재위 1836년 ~ 1840년
3. 다누마 오키타카(田沼意尊) 재위 1840년 ~ 1868년